# Khalefa Ahmed Hamouda
Khalefa Ahmed Hamouda (23 novembre 1983) è un calciatore sudanese, di ruolo difensore.

## Carriera

### Club
Ha sempre giocato nel campionato sudanese.

### Nazionale
Ha esordito con la maglia della Nazionale nel 2010.